# Polar (gwiazda kataklizmiczna)
Polar – rodzaj układu kataklizmicznego, czyli bardzo ciasnego układu dwóch gwiazd (gwiazdy podwójnej) o bardzo silnym polu magnetycznym.
W większości układów kataklizmicznych materia z gwiazdy znajdującej się na ciągu głównym (nazywanej towarzyszem w układzie), jest grawitacyjnie przyciągana przez białego karła (który nazywany jest gwiazdą główną układu), tworząc dysk akrecyjny.
W polarach pole magnetyczne białego karła jest zbyt silne, aby możliwe było powstanie takiego dysku. Opadająca materia tworzy zamiast niego tzw. kolumny akrecyjne, które przebiegają wzdłuż linii pola magnetycznego białego karła, aż do okolic biegunowych gwiazdy. Spadająca na bieguny magnetyczne materia emituje w ich okolicach silne promieniowanie, co powoduje, że rotujący układ jest jaśniejszy, gdy świecący biegun jest widoczny, a słabszy, gdy biegun nie jest widoczny.
Typowe wartości natężenia pola magnetycznego w takich układach wynoszą 10 milionów – 80 milionów gausów (1000–8000 T). Gwiazda AN Ursae Majoris ma najsilniejsze znane pole magnetyczne wśród gwiazd kataklizmicznych, wynoszące ponad 230 milionów gaussów (23 kT).

## Akrecja magnetyczna
Pole magnetyczne determinuje ruch naładowanych cząstek, który z kolei generuje pole magnetyczne. Prowadzi to do skomplikowanych interakcji, które da się podsumować następująco:
1. Jeżeli pole magnetyczne jest silne, wtedy wraz z materią zostają razem „zamrożone”, tzn. naładowane cząstki mogą poruszać się wyłącznie wzdłuż linii sił pola magnetycznego.
2. Obszar wokół białego karła można podzielić na dwie części ze względu na natężenie jego pola magnetycznego. Wyróżnia się tzw. „obszar zewnętrzny”, który zachowuje się jak słabe pole w układzie niemagnetycznym, oraz „magnetosferę” otaczającą białego karła, w której pole magnetyczne jest najsilniejsze. Podział ten potwierdza tzw. zjawisko ekranowania. Występuje ono na granicy magnetosfery, gdzie pole magnetyczne indukuje prądy elektryczne w zjonizowanej plazmie. Prądy te przeciwstawiają się efektowi pola i „ekranują” pole przed materią.
3. Silne pole magnetyczne sprawia, że okres orbitalny staje się identyczny z okresem obrotowym w takim układzie, czyli występuje rotacja synchroniczna. Dzieje się tak dlatego, że pole magnetyczne magnetosfery jest tak silne, że oddziałuje ze słabszym polem gwiazdy towarzyszącej w taki sposób, że materiał uwięziony w liniach pola zostaje zmuszony do rotacji z białym karłem. Jest to stabilna sytuacja równowagi, w której nie ma wyraźnego skoku prędkości na granicy magnetosfery. W krótkich przedziałach czasowych, z powodu na przykład zmiany tempa przepływu materii, polar może znajdować się poza stanem takiej równowagi.

Najsilniejsze pola magnetyczne, takie jak w przypadku gwiazdy AN UMa (230 MG), dominują nawet w punkcie Lagrange'a L1. Dlatego strumień przepływającej materii zmuszony jest poruszać się zgodnie z liniami pola magnetycznego już od samego początku, wewnątrz powierzchni Roche'a gwiazdy głównej układu. Pole magnetyczne polara jest dipolowe, więc strumień materii dzieli się na dwie części – pierwsza z nich kieruje się w stronę bieguna północnego, druga w stronę południowego, tworząc kolumny akrecyjne. W okolicach biegunów magnetycznych białego karła linie pola zbiegają się w niewielkie „plamy akrecyjne”, których promień wynosi zaledwie 1/100 promienia gwiazdy. Energia potencjalna strumienia przemienia się w jego energię kinetyczną (nie ulega ona dyssypacji jak w przypadku dysku akrecyjnego w układach niemagnetycznych). Strumień uderza więc w białego karła z ogromną prędkością, sięgającą nawet 3000 km/s.
W układach o słabszych polach magnetycznych, które są typowe dla polarów (10-80 MG), strumień materii opuszczający powierzchnię Roche'a towarzysza początkowo nie znajduje się pod wpływem pola magnetycznego. Podąża więc po tzw. trajektorii balistycznej do miejsca, gdzie pole magnetyczne zaczyna dominować i odtąd tworzy już typowe kolumny akrecyjne. Punkt graniczny pomiędzy krzywą balistyczną a akrecją kolumnową nazywany jest regionem stagnacji, ponieważ znajduje się w nim porcja materii, która nie jest w stanie od razu dostosować się do ruchu wzdłuż linii sił pola magnetycznego. Dzieje się tak dlatego, że strumień zostaje ściśnięty przez linie pola i w konsekwencji dzieli się na mniejsze gęste „krople” materii. Z powodu tzw. zjawiska ekranowania pole nie działa na taką materię od razu, więc porusza się ona jeszcze przez jakiś czas po krzywej balistycznej. Dochodzi do zderzeń pomiędzy poszczególnymi „kroplami” materii, które powodują dyssypację energii i gromadzenie się materii w regionie stagnacji.
Układy fizyczne mają skłonność do przybierania konfiguracji o najniższej energii. Ponieważ zmiana kierunku ruchu strumienia z płaszczyzny orbitalnej na kolumny akrecyjne wymaga energii, w wielu przypadkach polarów obserwuje się przechylenie biegunów magnetycznych. Ustalają się one w taki sposób, że jeden z biegunów zwrócony jest w stronę tracącego materię towarzysza. W rezultacie prawie cały strumień materii pada na pobliski biegun, a tylko niewielka jego część, pokonując długą drogę, dociera na biegun przeciwny.
Na podstawie analizy zaćmień polarów można wysnuć wnioski, że bardzo niewielki obszar plamy akrecyjnej w okolicach bieguna białego karła odpowiada za mniej więcej połowę emitowanego światła, podczas gdy pozostała część promieniowania pochodzi z rozciągłego strumienia, który przybiera formę kolumny akrecyjnej.

## Rodzaje promieniowania
Przed upadkiem na białego karła materia podlega spadkowi swobodnemu uzyskując znaczne prędkości. Zderzenie materii z gwiazdą główną układu powoduje powstanie fali uderzeniowej, która jest źródłem twardego (energetycznego) promieniowania X. To twarde promieniowanie X, emitowane w kierunku do białego karła od fali uderzeniowej ponad jego powierzchnią, ogrzewa lokalnie obszar biegunowy w stopniu wystarczającym do tego, aby stał się on źródłem intensywnego miękkiego (mniej energetycznego) promieniowania X. Ponieważ to miękkie promieniowanie pochodzi wyłącznie z okolic biegunowych, ruch obrotowy białego karła może powodować okresowe zakrycia źródła promieniowania X na jego powierzchni.
Polary są zazwyczaj obiektami, które emitują znacznie więcej miękkiego promieniowania X niż twardego. Najprawdopodobniej jest to spowodowane nierównym strumieniem opadającej materii. Grudki w przepływie akrecyjnym spowodowałyby uwolnienie energii głęboko wewnątrz atmosfery białego karła, przez co są uznawane za potencjalne źródło dodatkowego miękkiego promieniowania X.
Emisja promieniowania X w gwiazdach tego typu pochodzi wyłącznie z kolumn akrecyjnych i ich zderzenia z białym karłem. Dlatego w czasie braku aktywności takiego magnetycznego układu kataklizmicznego, kiedy materia nie jest akreowana, jasność całego systemu spada. Podczas takiego okresu braku aktywności zmierzone linie widmowe ukazują efekt Zeemana, dzięki któremu możliwy jest pomiar natężenia pola magnetycznego.
Polary charakteryzują się również promieniowaniem cyklotronowym, które pochodzi ze strumienia naładowanych cząstek poruszających się w polu magnetycznym. Uwidacznia się ono w postaci tzw. „garbów cyklotronowych” w widmie. Na podstawie ich analizy można wysnuć wnioski na temat natężenia pola magnetycznego regionu, z którego pochodzi to promieniowanie. Jest to jedna z podstawowych metod pomiaru natężenia pola polarów. Promieniowanie cyklotronowe jest spolaryzowane, a ponieważ składa się ono na około połowę całkowitego promieniowania polarów, obiekty te są najbardziej spolaryzowane spośród wszystkich na niebie.
Pomiar polaryzacji promieniowania może też dostarczyć informacji na temat geometrii tych układów. W szczególności ze stosunku polaryzacji liniowej do kołowej można oszacować kąt pomiędzy linią patrzenia a osią magnetyczną, a przez obserwacje ich zmian względem fazy orbitalnej można obliczyć wartość kąta nachylenia takiego układu, a także nachylenia osi magnetycznej względem osi obrotowej. Dzięki tym technikom geometria polarów jest często znacznie dokładniej zbadana w porównaniu z innymi układami kataklizmicznymi.

## Geneza
Polary zyskały swoją nazwę właśnie od zjawiska polaryzacji, chociaż w określeniu tym zawarty jest pewien polski akcent. Pojęcie „polar” po raz pierwszy zostało zaproponowane w pracy autorstwa dwóch Polaków: Wojciecha Krzemińskiego i Krzysztofa Serkowskiego.
W pierwszych latach badań polarów dyskutowano, czy w typowym polarze materia opada na oba bieguny, czy na jeden. Krzemiński i Serkowski opowiadali się za modelem z jednym biegunem, natomiast inny z polskich astronomów zaproponował model z dwoma świecącymi biegunami. Stąd oba modele nazywały się (żartobliwie) odpowiednio:
1. Two Poles' one-pole polar model
2. One Pole's two-pole polar model